# Chaetogaedia ochriceps
Chaetogaedia ochriceps là một loài ruồi trong họ Tachinidae.